# Ечеверія щетиниста

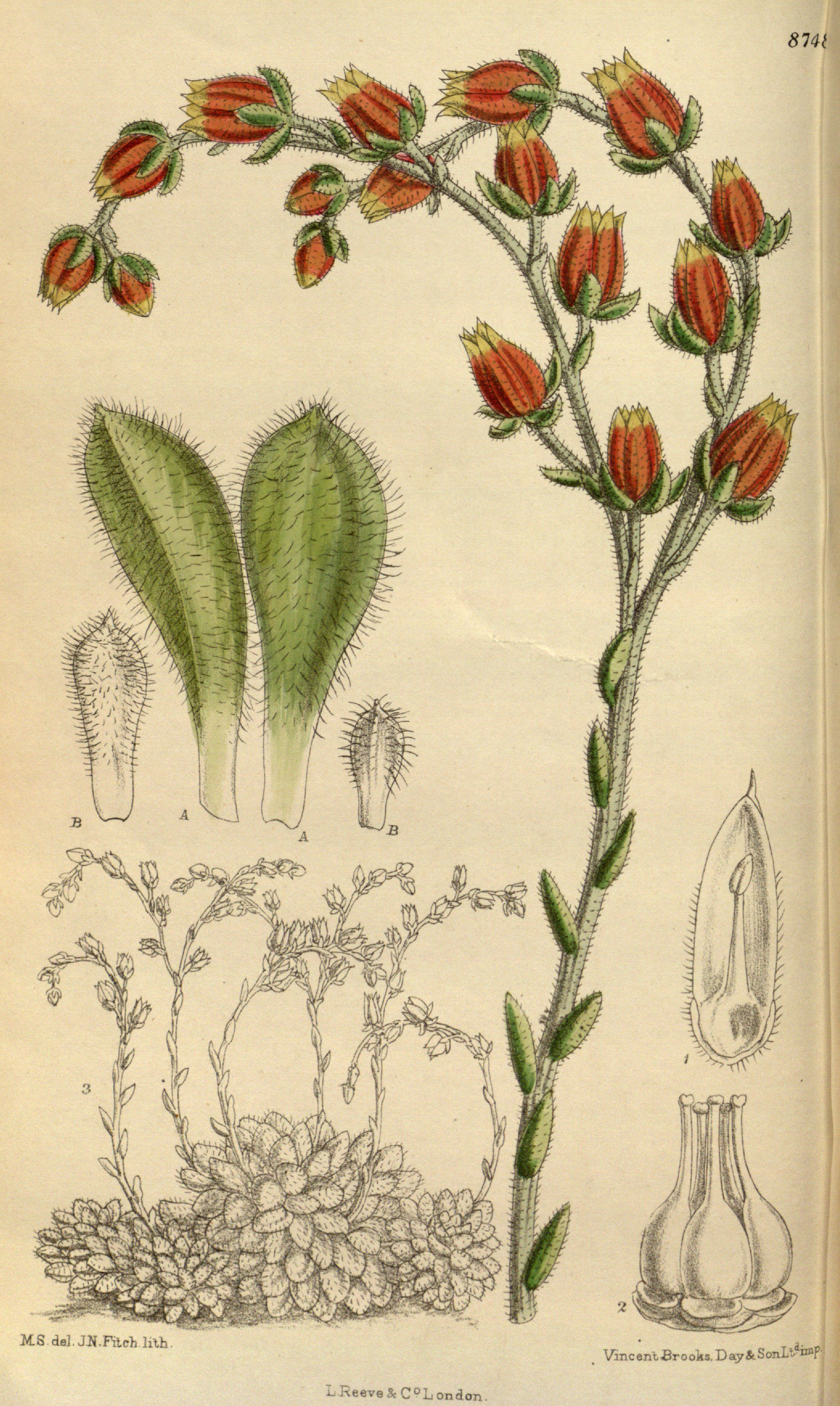
Ілюстрація

Ечеверія щетиниста (Echeveria setosa) — вид квіткових рослин роду ечеверія (Echeveria) родини товстолистих (Crassulaceae).

## Опис
Ечеверія щетиниста — сукулентна багаторічна трав'яниста рослина. Висота стебла у старому віці до 10 см. Розетка в діаметрі має 15 см. Листя зворотноланцетоподібне, завдовжки 5 см, приблизно 2 см завширшки, яскраво-зелене, з довгими білими волосками. Квіти червоно-жовтого кольору.

## Поширення
Ечеверія щетиниста — ендемічний вид, поширений у горах мексиканського штату Пуебла. Також культивують як декоративну рослину.

## Таксономія
Rose та Purpus описали ечеверію щетинисту та опублікували відомості в Contributions from the United States National Herbarium 13(2): 45. 1910.
Швейцарський ботанік Альфонс Декандоль у 1828 році назвав рід сукулентних рослин, до яких належить описуваний вид, на честь Атанасіо Ечеверрії (ісп. Atanasio Echeverría), мексиканського художника та натураліста XVIII століття, який ілюстрував книжки з флори Мексики. Видова ж назва setosa в перекладі з латинської означає покрита щетиною, щетиниста. Звідси й український варіант.

## Галерея

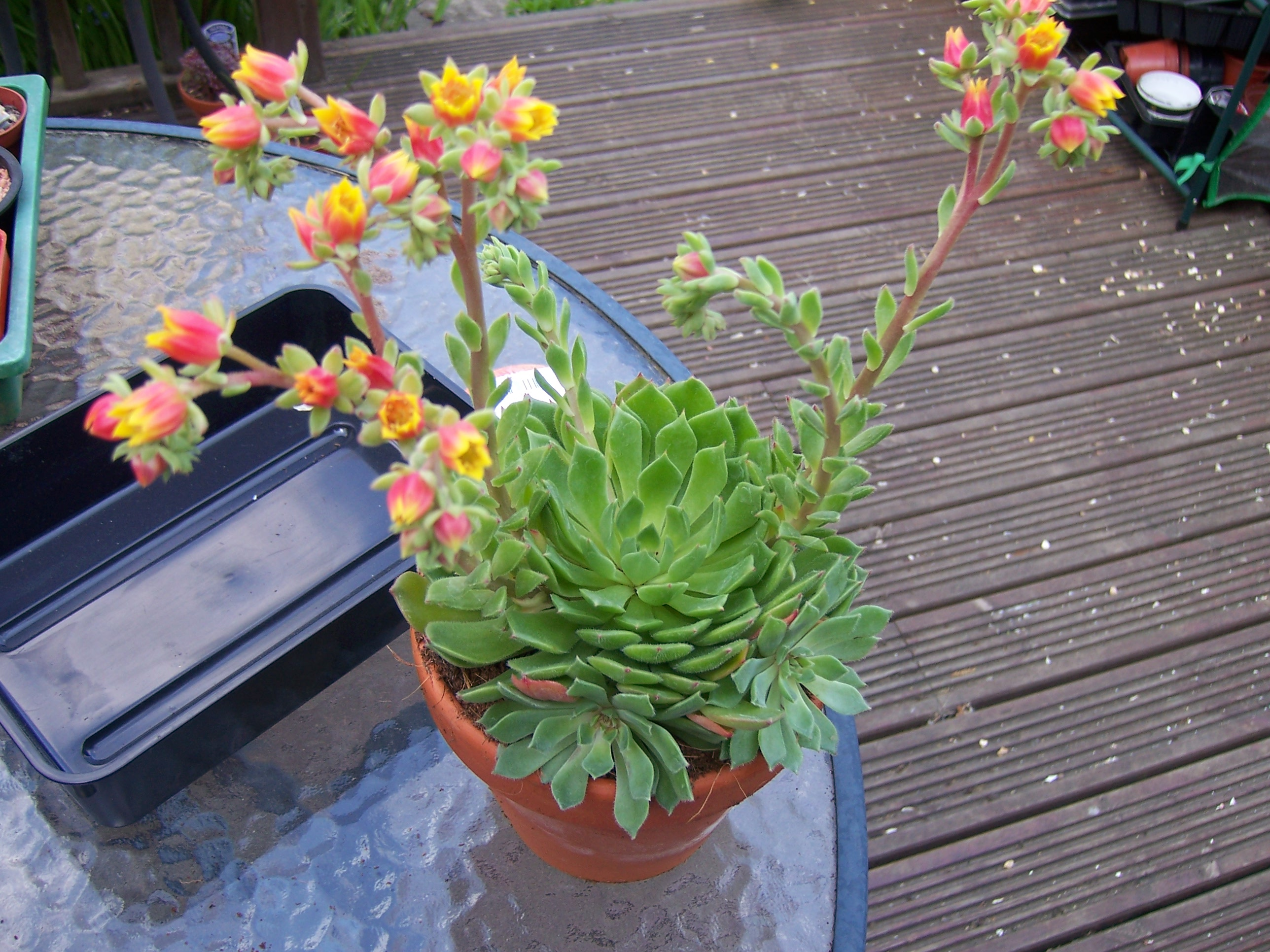
Ечеверія щетиниста, вирощена в горщику
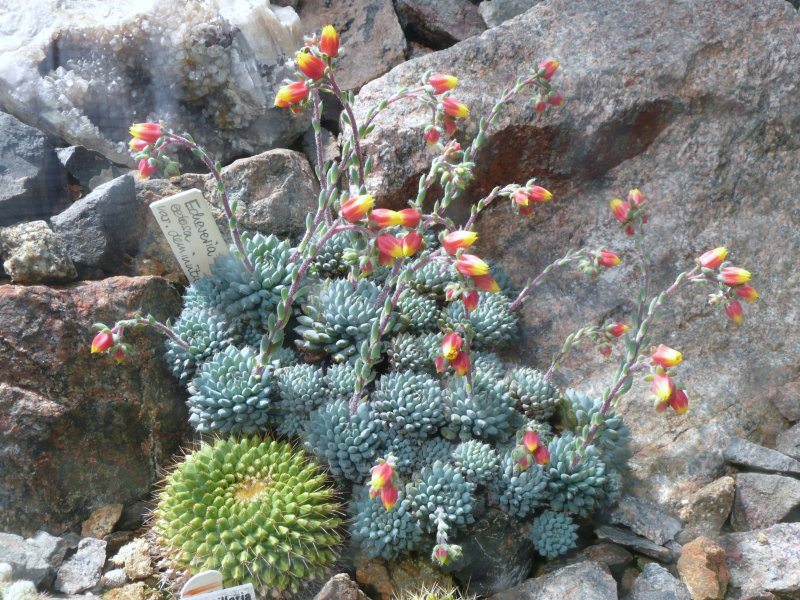
Квіти
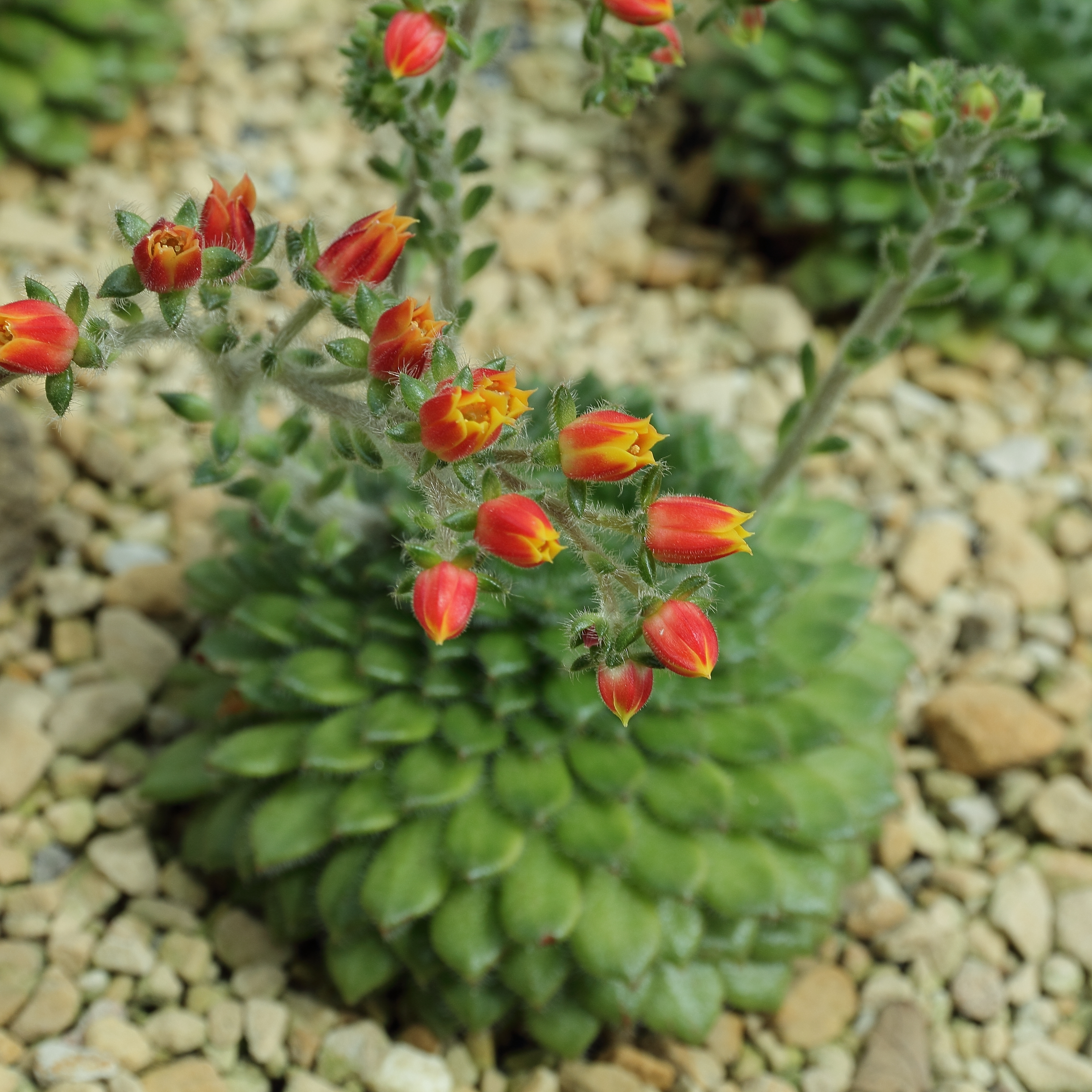
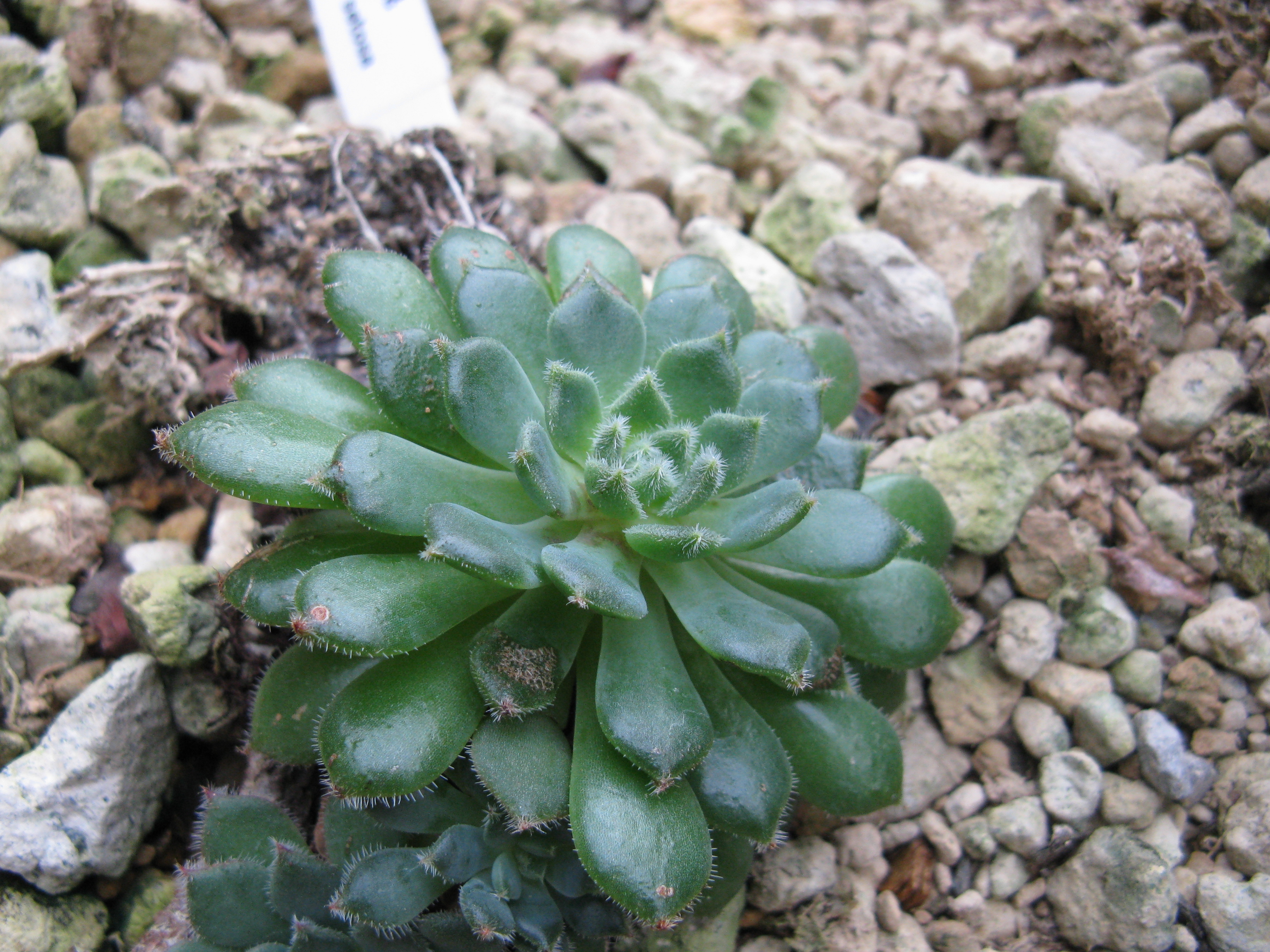